# فيلامينا
فيلامينا، (بالإنجليزية: Villamaina)‏، هي مدينة و(بلدية) في مقاطعة أفيلينو، كامبانيا، جنوب إيطاليا.

## السكان
في سنة 1861 بلغ عدد السكان 772 نسمة، وتطور العدد ليصل في سنة 2011 لـ 1٬018 نسمة.
يظهر هذا المخطط البياني تطور النمو السكاني لـ فيلامينا

## أعلام
- جوفاني غوسوني